# Liste der Nummer-eins-Country-Alben in den USA (1984)
Dies ist eine Liste der Nummer-eins-Alben in den von Billboard ermittelten Verkaufscharts für Country-Alben in den USA im Jahr 1984. In diesem Jahr gab es neun Nummer-eins-Alben.

| ← 1983 ← | Liste der Nummer-eins-Country-Alben in den USA | Liste der Nummer-eins-Country-Alben in den USA | Liste der Nummer-eins-Country-Alben in den USA | 1985 →                    |
| \| Zeitraum \| Wo. ges. \| Interpret \| Titel \| Zusätzliche Informationen \| \| (Zeitraum, Wochen auf Platz eins, Interpret, Titel, zusätzliche Informationen) \| \| \| \| \| \| ------------------------------------------------------------------------------ \| -------- \| ------------------ \| ------------------------------ \| ------------------------- \| \| 31. Dezember 1983 – 17. Februar 1984 7 Wochen (insgesamt 16) \| 16 \| Kenny Rogers \| Eyes That See in the Dark[1] \| - \| \| 18. Februar 1984 – 24. Februar 1984 1 Woche (insgesamt 1) \| 1 \| George Strait \| Right or Wrong[2] \| - \| \| 25. Februar 1984 – 2. März 1984 1 Woche (insgesamt 1) \| 1 \| Ricky Skaggs \| Don't Cheat in Our Hometown[3] \| - \| \| 3. März 1984 – 16. März 1984 2 Wochen (insgesamt 3) \| 3 \| George Strait \| Right or Wrong \| - \| \| 17. März 1984 – 27. April 1984 6 Wochen (insgesamt 6) \| 6 \| Alabama \| Roll On[4] \| - \| \| 28. April 1984 – 1. Juni 1984 5 Wochen (insgesamt 5) \| 5 \| Oak Ridge Boys \| Deliver[5] \| - \| \| 2. Juni 1984 – 20. Juli 1984 7 Wochen (insgesamt 13) \| 13 \| Alabama \| Roll On \| - \| \| 21. Juli 1984 – 31. August 1984 6 Wochen (insgesamt 6) \| 6 \| Hank Williams, Jr. \| Major Moves[6] \| - \| \| 1. September 1984 – 14. September 1984 2 Wochen (insgesamt 5) \| 5 \| George Strait \| Right or Wrong \| - \| \| 15. September 1984 – 21. September 1984 1 Woche (insgesamt 7) \| 7 \| Hank Williams, Jr. \| Major Moves \| - \| \| 22. September 1984 – 28. September 1984 1 Woche (insgesamt 1) \| 1 \| Merle Haggard \| It's All in the Game[7] \| - \| \| 29. September 1984 – 21. Dezember 1984 12 Wochen (insgesamt 12) \| 12 \| Willie Nelson \| City of New Orleans[8] \| - \| \| 22. Dezember 1984 – 28. Dezember 1984 1 Woche (insgesamt 1) \| 1 \| Exile \| Kentucky Hearts[9] \| - \| |                                                |                                                |                                                |                           |
| ← 1983 |                                                |                                                |                                                | → 1985 →                  |
| Zeitraum | Wo. ges.                                       | Interpret                                      | Titel                                          | Zusätzliche Informationen |
| (Zeitraum, Wochen auf Platz eins, Interpret, Titel, zusätzliche Informationen) |                                                |                                                |                                                |                           |
| 31. Dezember 1983 – 17. Februar 1984 7 Wochen (insgesamt 16) | 16                                             | Kenny Rogers                                   | Eyes That See in the Dark                      | -                         |
| 18. Februar 1984 – 24. Februar 1984 1 Woche (insgesamt 1) | 1                                              | George Strait                                  | Right or Wrong                                 | -                         |
| 25. Februar 1984 – 2. März 1984 1 Woche (insgesamt 1) | 1                                              | Ricky Skaggs                                   | Don't Cheat in Our Hometown                    | -                         |
| 3. März 1984 – 16. März 1984 2 Wochen (insgesamt 3) | 3                                              | George Strait                                  | Right or Wrong                                 | -                         |
| 17. März 1984 – 27. April 1984 6 Wochen (insgesamt 6) | 6                                              | Alabama                                        | Roll On                                        | -                         |
| 28. April 1984 – 1. Juni 1984 5 Wochen (insgesamt 5) | 5                                              | Oak Ridge Boys                                 | Deliver                                        | -                         |
| 2. Juni 1984 – 20. Juli 1984 7 Wochen (insgesamt 13) | 13                                             | Alabama                                        | Roll On                                        | -                         |
| 21. Juli 1984 – 31. August 1984 6 Wochen (insgesamt 6) | 6                                              | Hank Williams, Jr.                             | Major Moves                                    | -                         |
| 1. September 1984 – 14. September 1984 2 Wochen (insgesamt 5) | 5                                              | George Strait                                  | Right or Wrong                                 | -                         |
| 15. September 1984 – 21. September 1984 1 Woche (insgesamt 7) | 7                                              | Hank Williams, Jr.                             | Major Moves                                    | -                         |
| 22. September 1984 – 28. September 1984 1 Woche (insgesamt 1) | 1                                              | Merle Haggard                                  | It's All in the Game                           | -                         |
| 29. September 1984 – 21. Dezember 1984 12 Wochen (insgesamt 12) | 12                                             | Willie Nelson                                  | City of New Orleans                            | -                         |
| 22. Dezember 1984 – 28. Dezember 1984 1 Woche (insgesamt 1) | 1                                              | Exile                                          | Kentucky Hearts                                | -                         |